# Репъблик Рекърдс
„Репъблик Рекърдс“ е американска звукозаписна компания, основана през 1995 година от Монте Липман и Ейвъри Липмън. Някои от артистите, които са подписали договор с нея са: Ариана Гранде, Дрейк, Уикенд и Джеси Джей.